# 拓殖大学第一高等学校
拓殖大学第一高等学校（たくしょくだいがくだいいちこうとうがっこう）は、東京都武蔵村山市大南四丁目にある私立高等学校。設置者は学校法人拓殖大学。通称は「拓一」・「拓大一高」・「TK1」。

## 教育方針
- 教育方針-心身共に健全で、よく勉強し、素直で思いやりある青年を育成する。
- 2コース制-難関国公立大学や最難関私立大学を目指す「特進コース」と難関私立大学を目指す「進学コース」がある。「進学コース」は2年次から進路希望に応じた6クラス編成となる。また、成績などに応じてコース間での移動も可能。
- 修学旅行-母体である拓殖大学の建学の理念は「積極進取の気概とあらゆる民族から敬慕されるに値する教養と品格を具えた有為の人材の育成」である。その理念に沿って、拓大一高では、修学旅行を台湾で実施している。

## 進路状況
- 2022年3月実績。拓殖大学3.5％、拓殖大学以外の4年制大学81.7％、短大その他3.2％、未定11.6％。国公立大学26名、早慶上智理科大45名、GMARCH221名であった。2022年3月実績の詳細は以下の通りである。[1]

### 主な合格者数（2022年3月）

#### 【国公立】大学
| 東京大学     | 1 | 京都大学     | 1 | 富山大学         | 1 | 岐阜大学     | 1 |
| 大阪大学     | 1 | 千葉大学     | 1 | 横浜国立大学     | 1 | 東京学芸大学 | 3 |
| 東京農工大学 | 1 | 電気通信大学 | 3 | 埼玉大学         | 2 | 東京海洋大学 | 1 |
| 東京都立大学 | 3 | 横浜市立大学 | 1 | 奈良女子大学     | 1 | 都留文科大学 | 1 |
| 秋田大学     | 1 | 茨城大学     | 1 | 諏訪東京理科大学 | 1 | 長岡造形大学 | 1 |

【私立】大学
| 早稲田大学 | 16 | 慶應義塾大学 | 6  | 上智大学     | 9  | 東京理科大学 | 14 |
| 学習院大学 | 19 | 明治大学     | 54 | 青山学院大学 | 28 | 立教大学     | 24 |
| 中央大学   | 39 | 法政大学     | 57 |              |    |              |    |

他
拓殖大学への内部推薦による学部進学状況
2020年3月
商学部（8）　政経学部（10）　外国語学部（2）　国際学部（1）　工学部（2） 
計23人>

### 指定校一覧（2019年度）
| 早稲田大学   | 1 | 東京理科大学 | 2 | 明治大学   | 2 | 青山学院大学 | 4 |
| 中央大学     | 7 | 法政大学     | 3 | 学習院大学 | 4 | 芝浦工業大学 | 6 |
| 東京薬科大学 | 3 | 明治薬科大学 | 2 | 津田塾大学 | 2 | 東京女子大学 | 2 |
| 日本女子大学 | 1 |              |   |            |   |              |   |

※次年度以降変更の可能性あり

## 学校生活
- 校則-生徒の頭髪については髪染め、ピアスだけでなく、パーマやツーブロックも禁止されている。男子生徒のツーブロックが禁止されている一方で、髪が眉毛や耳にかかることについても禁止されている。女子生徒についても、メイクが禁止されている。また、2022年4月現在でも毎月頭髪検査が行われている。頭髪検査では、頭髪だけでなく、爪の長さや靴下なども検査される。また、頭髪検査で不適切と判断された場合、髪型や爪を整えてから後日再び検査を受ける必要がある。再検査でも不適切と判断された場合、停学処分となることがある。

- 制服-生徒の学校での服装は高校指定の制服である。学校の方針により、着崩しなどは禁止されている。

## 学校行事
- 文化祭 - 1年から3年までの全クラスがクラス単位で参加するイベントである。文化祭の際に学校から各クラスに準備費用として、1万5千円が支給される。2〜4万人近くの人が入場する
- 体育祭 - 学年全体(1500万人程度)で行うため迫力が凄い。
- 合唱コンクール-1・2年生のみで毎年、八王子オリンパスホールや昭島市のコンサートホール等で行われる。(2022年現在、新型コロナウイルス感染症の感染対策として別の行事に置き換えられている)
- 修学旅行 - 九州(福岡、長崎)

## 校歌
- 拓殖大学校歌[1]（作詞：宮原民平、作曲：永井建子）

校歌は拓殖大学と共通に定めている。

## 沿革
- 1948年 - 学制改革により旧制の拓殖大学予科を改編。新制高等学校として紅陵高等学校を東京都小平市（西武新宿線花小金井駅前）に開校。
- 1950年 - 正明中学校・高等学校（平沼騏一郎が設立）を吸収合併。紅陵大学正明中学校・高等学校に改称。
- 1952年 - 拓殖大学正明中学校・高等学校に改称。中学校の生徒募集停止。
- 1960年 - 拓殖大学第一中学校・高等学校と改称（中学校は休校扱い）。
- 1979年 - 中学校を正式に廃止。
- 1982年 - 海外語学研修（カナダ）開始。
- 1987年 - 普通科理外コース設置。
- 1988年 - 中国へ修学旅行開始。
- 1998年 - 創立50周年記念式典挙行。
- 2001年 - 海外語学研修（ニュージーランド）開始。
- 2002年 - 文部科学省「豊かな体験活動」推進事業指定校に選出される。
- 2004年 - 武蔵村山市の新校舎に移転（元プリンスホテル硬式野球部練習グラウンドだった）。普通科に特進コース設置（理外コース募集停止）。
- 2005年 - オーストラリア修学旅行開始。
- 2008年 - 創立60周年記念式典挙行。
- 2016年 - ターム留学(オーストラリア）開始。
- 2022年 - 普通コースを進学コースに名称変更。

## 部活動
スキー部・硬式野球部・サッカー部・柔道部・剣道部・陸上部・男・女バレー部、男・女バスケ部、卓球部、体操部、相撲部、剣道部、バドミントン部、チアダンス部、男・女ソフトテニス部等数多くの部活動が関東・全国レベルの実力をもっている。
- 硬式野球部 - 1994年春（第66回）に出場している。
- チアダンス部 - 全米大会への出場経験がある。
- 陸上部 - 駅伝チームは2007・2008年・2024年の東京都代表として全国高校駅伝（都大路）に出場している。

## 過去に設置していた学科
- 農業科:創立時に設置。入学者がなかったためすぐに廃止される。
- 商業科:創立時に設置。1961年度[1]より募集を停止した。

### 理療科
1949年〜1957年まで、鍼灸について教える理療科を設置していた。その起源は1940年に拓殖大学が開いた漢方医学特別講座であり、戦争激化で中断した講座が、附属の高等学校で復活した形となった。盲学校でなく普通の高等学校でこのような学科がおかれていたのは非常に珍しいことであったが、現在は独立し、東洋鍼灸専門学校として存続している。

## 著名な関係者

### 出身
拓殖大学予科の出身者は拓殖大学の人物一覧を参照。
- 水島廣雄
- 鈴木啓正 - プロボクシング・トレーナー
- 宇田東植 - 元プロ野球選手
- 井上洋一 - 元プロ野球選手
- 清水義之 - 元プロ野球選手
- 木村昌広 - 元プロ野球選手
- 林博之 - 元アマチュア野球選手
- 宇梶剛士 - 俳優 ※中退
- 藤ノ川武雄 - 力士
- 小栗山晃市 - 俳優
- 相沢正一郎 - 詩人
- 茂木圭次郎 - 陸上長距離選手
- ゆうま - コムドット・YouTuber

### 教員
- 東恩納寛惇 - 沖縄史学者。四代校長。
- 宮川知久 - 舞台俳優。国語科担当で、演劇部の指導をしている。[1]

## 交通
- 西武拝島線・多摩都市モノレール線玉川上水駅より徒歩3分[1]

## 周辺
- 国立音楽大学
- 東京都立上水高等学校
- 佼成霊園[1]
- 大南公園
- 武蔵村山市立小中一貫校 武蔵村山学園
- 立川柏町郵便局
- 東京都水道局 立川砂川浄水場
- 東京都立東大和南高等学校
- イトーヨーカドー東大和店
- 東大和南公園
- 立川市立幸小学校